# Kannabisz Magyarországon
A kannabisz Magyarországon illegális. Rekreációs használata minden esetben törvényellenes, de orvosi felhasználásra különleges körülmények között CBD (kannabidiol, nem pszichoaktív) formában engedélyezett, ha annak THC (tetrahidrokannabinol) határértéke kevesebb mint 0,2%. Az Európai Bíróság ítélete szerint a CBD nem tekinthető kábítószernek. Mindezek ellenére a tényleges hozzáférés a szerhez nehéz.
Ugyan az európai közösség általánosságban a szabályok enyhítése felé mozdult (Németországban 2024-ben legalizálták a szert, Portugáliában már 2001-ben dekriminalizáltak minden drogot), Magyarország ez alól kivétel, 2025-ben a kormány tovább szigorította a kábítószer-használat büntetését, az Alaptörvénybe is bekerült a drogellenesség elve.

## Használat
A büntetések ellenére Magyarországon és Európában is a leggyakrabban használt illegális drog. Használata Magyarországon a 2024-es European Drug Report szerint az egyik legalacsonyabb volt az Európai Unióban (3,4%) 18 és 34 évesek között (2019-es adat). Ettől függetlenül a valaha drogot kipróbáló diákok aránya az országban meghaladja a 30%-ot (ez a szám minden kábítószert tartalmaz), a drogérintettség Budapesten a legmagasabb. A leggyakoribb használók férfiak, míg a fogyasztás gyakorisága vagy 1–3 naponta vagy több, mint 20 nap elteltével a két használat között jellemző.

## Büntetések
Sok külföldi országgal ellentétben a magyar jog nem különíti el különböző kábítószerek használatát, mindegyik tulajdonolásáért azonos büntetések járnak:
- Kábítószer-kereskedelemért és kábítószer birtoklásért határozott ideig tartó, fegyházban letöltendő szabadságvesztés jár, amely három hónaptól húsz évig terjed, többszörös visszaesőként ez 25 évre is emelkedhet.[10]
  - Visszaeső kábítószer-kereskedelem esetében nem bocsátható a személy feltételes szabadságra.[11]
- A büntetés része bármilyen kábítószerrel kapcsolatos törvényszegésnek az elkobzás:
  - kábítószer termesztése vagy előállítása esetén a kábítószer tárolására, feldolgozására, elrejtésére, termesztésére vagy előállítására használt ingatlan,[12]
  - kábítószer-kereskedelem esetén a kábítószer szállításához, tárolásához használt jármű.[12]
  - Az elkobzás egyes esetekben a Büntető törvénykönyv (Btk.) szerint mellőzhető lenne, de ezek közül kivételként ki van emelve a kábítószer-birtoklás, és -kereskedelem, illetve a kábítószer elkészítéséhez használt anyagokkal való visszaélés.[13]
- Vagyonelkobzás is történik abban az esetben, ha az elkövető az adott vagyonra kábítószer forgalomba hozatalával, kereskedelmével, termesztésével, előállításával, közvetítői tevékenység végzésével és prekurzorok forgalomba hozatalával tett szert.[14][15]
- A Btk. XVII. fejezete szabja ki a büntetéseket az egészséget veszélyeztető bűncselekményekre, többek között a kábítószer-kereskedelemre is.
  - A kábítószer felkínálása, átadása, forgalomba hozatala és az azzal történő kereskedelem kettőtől nyolc évig terjedő szabadságvesztéssel jár, amely különböző körülményektől (többek között a kereskedelem helyszíne, a kábítószer mennyisége) függően akár 20 évre is emelkedhet.[16]
  - Abban az esetben, ha a kábítószert 18. évét be nem töltött személynek adja át vagy használ kereskedelemre az elkövető, a büntetés 5–10 év szabadságvesztéssel büntethető. Ez akár 20 évre is emelkedhet különböző körülményektől függően.[17]
- Ugyanezen fejezet írja le a kábítószer birtoklásával kapcsolatos büntetéseket is (ezek közé tartozik: termesztés, előállítás, megszerezés, tartás, az ország területére történő behozatal céljából való megrendelés, az ország területére behozatal, kivitel, vagy átszállítás):[18]
  - általános esetben 2–8 év szabadságvesztés,
  - 5–10 év szabadságvesztés, ha üzletszerűen, bűnszövetségben vagy hivatalos közfeladatot ellátó személyként szeg törvényt,
  - 5–15 év szabadságvesztés, ha a kábítószer mennyisége jelentős, illetve 5–20, ha mennyisége különösen jelentős.
  - 2 év szabadságvesztés, ha a kábítószer mennyisége csekély (a második pontban listázott esetekben 3 év).
  - A 18 év alatti személyekkel kapcsolatos büntetések megegyeznek a kábítószer-kereskedelemmel kapcsolatos pontokkal.
- A kis mennyiségű kábítószer fogyasztása 2 éves börtönbüntetéssel jár.[18]
- Olyan esetben nem büntethető egy elkövető, ha saját használatra termesztett, szerzett be vagy rendelt meg csekély mennyiségű kábítószert, a bűncselekményt beismeri, feltárja az elkövetés körülményeit, kábítószer-függőséget gyógyító kezelésen vett részt legalább hat hónapig.[19]
  - Ez a pont csak akkor érvényes, ha korábban még nem volt kábítószerekkel kapcsolatos büntetőjogi felelőssége megállapítva.
- 18 évnél fiatalabb személyek, akik más 18 évnél fiatalabb személyeket próbálnak drogfogyasztásra rávenni, 2 év szabadságvesztéssel büntethetők.[20]
- Kábítószer készítéséhez szükséges anyagok, berendezések, felszerelések gyártása 1–5 év szabadságvesztéssel büntethető. Komolyabb esetekben, ha más bűncselekményt is elkövet az illető, 2–8 évre növekedhet.[21]
- Az Európai Unió jogi aktusában meghatározott kábítószer-prekurzorokkal kapcsolatos bűncselekmények 3 év szabadságvesztéssel büntethetők.[22]
- Ezek mellett több olyan bűncselekmény is létezik (többek között lopás, testi sértés), amelyek esetében a büntetés súlyosbodik, ha a törvénysértés kábítószer hatása alatt, vagy kábítószer beszerzése céljából történt meg.

Csekély és jelentős mennyiség definíciója:
- A törvény a csekély mennyiséget 1 gramm hatóanyagban határozza meg, ami 12–100 g marihuánának felel meg 1–8% hatóanyag-tartalommal számolva. A jelentős mennyiség a csekély mennyiség hússzorosa.

## Próbálkozások dekriminalizálásra
A kannabisszal kapcsolatos kutatások eredményeiből ismert, hogy a drog dekriminalizálása és az elkövetők segítése, rehabilitálása büntetés helyett, pozitív hatással van a társadalomra, hiszen sok esetben a legkisebb mennyiségű tulajdonlás is sok év szabadságvesztéssel járhat. Ezek mellett általában a kevésbé jó gazdasági és oktatási helyzetben lévő személyeket büntetik, így aránytalanul a szegényebb lakosságot érinti a szabadságvesztés.
Ennek követeztében Magyarországon is volt több szervezet, többek között a Kendermag Egyesület és a Magyar Orvosi Kannabisz Egyesület, amelyek a szer legalább orvosi esetekben történő felhasználásáért, vagy dekriminalizálásáért dolgoznak.